# Таня Бакич
Таня Бакич (на черногорски: Tanja Bakić) е черногорска преводачка, литературоведка текстописка и поетеса на произведения в жанра лирика и документалистика.

## Биография и творчество
Таня Бакич е родена на 14 септември 1981 г. в Биело поле, Социалистическа република Черна гора.
Завършва с бакалавърска и магистърска степен по английска филология от Факултета по хуманитарни науки на Университета на Черна гора в Никшич. Тя е първата студентка в историята на университета, завършила с дипломна работа, свързана с рокендрол музиката. Нейните научни интереси са свързани с изследвания на творчеството на Уилям Блейк и музиката от Великобритания от 1960-те години.
След дипломирането си работи като педагог, PR служител, редактор и куратор на литературни представяния и събития. Като теоретик на литературата тя сътрудничи за издателство „Bloomsbury“. Председател е на Съюза на издателите в Черна гора.
Първата ѝ книга, стихосбирката „Treptaj“ (Трептене), е издадена през 1996 г., когато тя е 15-годишна. Следващите ѝ две стихосбирки „Bolesna ruža“ (Болната роза) и „Svilene cipelice“ (Копринени обувки) са вдъхновени от творбите на Уилям Блейк. През 2013 г. е публикувана като двуезична поезия стихосбирката ѝ „Sjeme i druge pjesme“ (Семето и други стихове) е вдъхновена от произведенията на Томас Стърнз Елиът.
Нейните стихове получават многобройни отличия и често са антологизирани в различни издания.
Книгата ѝ „Voodoo Child: Priča o Džimiju Hendriksu“ (Вуду дете: Историята на Джими Хендрикс) издадена през 2013 г. става бестселър.
Прави преводи на произведения на Рабиндранат Тагор, Хърбърт Уелс, Ричард Бах, Джордж Оруел, Уилям Бътлър Йейтс, и др.
Два пъти е избрана от международно жури от изкуствоведи за представител на Черна гора на биеналето на изкуството в Европа и Средиземноморието – в Анкона през 2013 г. и в Милано през 2015 г. Удостоена е различни стипендии за писатели, вкл. с Наградата за стипендии за писатели за Централна Европа за 2016 г., присъдена ѝ на Международния литературен фестивал във Виленица в Словения.
Таня Бакич живее в Подгорица.

## Произведения

### Поезия
- Treptaj (1996)
- Bolesna ruža (2009)
- Trava (2009)
- Svilene cipelice (2011)
- Lover-crossed Star: Selected Poems (2012) – публикация на английски език
- Sjeme i druge pjesme (2013) – на черногорски и английски език

### Документалистика
- Madonna robinja ili kraljica (2008)
- Voodoo Child: Priča o Džimiju Hendriksu (2013)

### Преводи
- „The Hungry Stones“ от Рабиндранат Тагор (2008)
- „The War of the Worlds“ от Хърбърт Уелс (2009)
- „Jonathan Livingston Seagull“ от Ричард Бах (2009)
- „Animal Farm“ от Джордж Оруел (2011)
- „The Arc of Finitude“ от Младен Ломпар (2013) – съпреводач на стихосбирката на английски език
- „The Hungry Stones and Other Stories“ от Рабиндранат Тагор (2014)